# 時の誘拐
『時の誘拐』（ときのゆうかい）は、芦辺拓による日本の推理小説。
“弁護士・森江春策の事件簿”シリーズの第3作目の長編小説。2001年には、姉妹編となる『時の密室』が刊行された。

## あらすじ
大阪府知事選に立候補する根塚成一郎の娘・根塚樹里（ねづか じゅり）は、選挙のために大阪に引っ越した両親と週末を過ごすために、新幹線に乗り込んだ。その車内で、樹里は何者かに誘拐されてしまう。それから間もなく、引っ越したばかりの大阪の自宅にいた母親の元に、「娘を預かった」と奇妙な声で電話がかかってくる。
逆探知の準備を終え、犯人からの電話を待っていた警察を嘲笑うかのように、犯人は連絡用のPHSを小包で送り付け、その電話で犯人は、身代金2億円を要求し、その運搬の人物として、根塚とは何の関係もないはずの阿月慎司（あづき しんじ）という青年を指定してくる。
なぜ自分が犯人に指名されたのか全く理解できないまま、阿月は犯人の指示通りに行動する。大阪の地理とハイテク機器に精通した犯人に踊らされるように、警察の追跡は振り切られ、身代金も奪われる。警察は疑いの目を阿月に向ける、阿月は犯人の共犯者だったのではないかと。阿月の疑いを晴らすべく、弁護士・森江春策が乗り出すが、事件の謎を追っていく内に、戦後の大阪で起こった3件の連続絞殺事件へと結びついていく。

## 登場人物

### 平成・誘拐事件
根塚 樹里（ねづか じゅり）
15歳。中学3年生。東京の中学校に通っている。父親が府知事選に立候補し大阪へ引っ越したため、週末のみ両親と過ごすために大阪へ通っていた。大阪へ向かう新幹線の車内で何者かに誘拐される。その後、無事に救出されるが、自ら森江に接触し、阿月の無実の罪を晴らしてあげてほしいと依頼する。
阿月 慎司（あづき しんじ）
ラウンディング・ナイツというNPO団体の大阪支部代表。根塚樹里誘拐犯から身代金受け渡しの運搬係に指名される。なぜ自分が巻き込まれるのか理解できず、万が一のことを考え、森江に相談しておくが、犯人の弄した策に嵌っていく。
森江 春策（もりえ しゅんさく）
大阪に“森江法律事務所”を構える弁護士。刑事事件専門。阿月の依頼を受ける。「金獅子（きんじし）」というゴールデン・レトリバーを飼っているが、その大仰すぎる名前をあまり呼びたがらない。
根塚 成一郎（ねづか せいいちろう）
樹里の父親。地方省（全国の地方公共団体の実質的トップ）の第一期生で、事務次官まで上り詰めた。与党の相乗り候補として、大阪府知事選に出馬する。
寺高 今日子（てらたか きょうこ）
成一郎に大阪弁をレクチャーする、ボイストレーナー。昔は劇団女優だった。
根塚 由布子（ねづか ゆうこ）
樹里の母親、成一郎の妻。長年東京で生活してきたため、大阪へ引っ越すのには大反対した。
剣崎 芳明（けんざき よしあき）
成一郎の秘書兼選挙参謀。
来崎 四郎（きざき しろう）
森江春策の旧友。仮名文字新聞大阪本社の地方部記者。
和賀 駿（わが しゅん）
大阪府警特殊犯班。階級は警部。
谷間田（たにまだ）
大阪府警の部長刑事。
野勢（のせ）
大阪府警の刑事。
大鞆（おおとも）
和賀の部下。特殊犯班の最年少の刑事。
伊乃木 雄（いのき たけし）・富安 健治（とみやす けんじ）
ビデオジャーナリスト。タレコミ電話を受け、根塚樹里救出現場を張り込んでいた。
江良根 勲（えらね いさお）
根塚樹里が監禁されていた誘拐犯のアジトと思しき廃工場で死体で見つかった男。
加古 良造・篤子（かこ りょうぞう・あつこ）
阿月慎司の養父母。

### 昭和・絞殺事件
高塔 周一（たかとう しゅういち）
「夕刊新日本」の若手記者。大阪大空襲で妹を失い、敗戦が決まっていたのに戦争の終結を先延ばしにした官僚や政治家に恨みを抱く。
日下部 宇一（くさかべ ういち）
大阪市警察局長。「大阪警視庁」の設置を計画、議会で条例が可決され警視総監となる。
海原 知秋（かいばら ともあき）
大阪警視庁捜査部捜査課の警部。警視庁きってのエース捜査官。
糸島 咲子（いとじま さきこ）
長崎県生まれの22歳の女性。「新世紀社」という出版社の社員。何者かに絞殺される。
花尾 亮吉（はなお りょうきち）
大阪市立大学の学生。糸島咲子の部屋の向かいに住んでいる。アパートの管理人と共に咲子の遺体を発見する。
桃山 啓太（ももやま けいた）
漫画家志望の明るい青年。農家の離れを借りて自炊生活をしていた。昭和24年9月、その離れで自殺した。原因は厭世によるものとされた。高塔と知り合いだった。
瀬戸 正雄（せと まさお）
桃山と知り合いで、同じく漫画家志望の寡黙な青年。婚約者がいる。桃山啓太・糸島咲子殺害犯として逮捕される。
能代 涼二（のしろ りょうじ）
売り出し中の映画俳優。26歳。2件の殺害現場付近で「似た人」が目撃されている。
粕谷 東太郎（かすや とうたろう）
新世紀社の嘱託社員だった。何者かに絞殺される。